# Helius chintoo
Helius chintoo là một loài ruồi trong họ Limoniidae. Chúng phân bố ở miền Australasia.